# Park Narodowy Tumucumaque
Park Narodowy Tumucumaque – park narodowy leżący na terenie brazylijskiego stanu Amapá, utworzony w roku 2002. Ma powierzchnię 38 867 km², jest największym obszarem chroniącym las tropikalny na świecie. Przed jego utworzeniem był to Park Narodowy Salonga (DRK). Od roku 2008 uznawany przez BirdLife International jako Important Bird Area.

## Awifauna
Na terenie parku narodowego Tumucumaque występuje jeden gatunek narażony na wyginięcie - czubacz kędzierzawy (Crax alector) oraz trzy bliskie zagrożenia - harpia wielka (Harpia harpyja), barwinka kapturowa (Pyrilia caica) i gardlinek płowy (Epinecrophylla gutturalis). Z gatunków najmniejszej troski (LC) wymienić można np. gatunki: arasari czarnogłowy (Pteroglossus viridis), drzym czarny (Monasa atra), białobrodzik amazoński (Corapipo gutturalis), piwik białogardły (Contopus albogularis), chronka białosterna (Thamnophilus melanothorax), mrówczyk okularowy (Gymnopithys rufigula) oraz ogończyk brunatny (Synallaxis macconnelli).